# Rubén Darío Gómez
Rubén Darío Gómez Bedoya (3 de março de 1940 — 23 de julho de 2010) foi um ciclista colombiano. Representou seu país, Colômbia, no ciclismo nos Jogos Olímpicos de Verão de 1960 e 1964.